# بایسیکل‌ران
بایسیکل‌ران فیلمی است به نویسندگی و کارگردانی محسن مخملباف که در سال ۱۳۶۷ در ایران به نمایش درآمد.
فیلم داستان مردی افغان به نام نسیم است که برای تأمین هزینه بیمارستان همسرش کاری پیدا نمی‌کند و سرانجام سوژه یک شرط‌بندی دربارهٔ توانایی او برای رکاب زدن دوچرخه می‌شود (بای‌سیکل در زبان انگلیسی به معنای دوچرخه است).

## داستان فیلم
«نسیم» (محرم زینال‌زاده) پناهندهٔ افغانی‌ست که به پاکستان پناه برده است. «نقره»، همسر او سخت بیمار و نیازمند عمل جراحی است ولی او هزینهٔ لازم برای درمان او را ندارد. وی برای تهیهٔ مخارج عمل به‌دنبال کار می‌رود ولی کافی نیست. مرد دوره‌گردی (اسماعیل سلطانیان) که می‌داند نسیم در گذشته قهرمان دوچرخه‌سواری بوده، به او پیشنهاد می‌کند دور میدان با دوچرخه به مدت یک هفته رکاب بزند و در برابر، هزینهٔ درمان زنش را دریافت کند. نسیم شرط را می‌پذیرد.
دلالان شهر بر سر برد و باخت وی شرط‌بندی می‌کنند و هرکدام با استخدام تیم پزشکی و دادن دارو به نسیم، سعی در تغییر نتیجه به سود خود دارند. در طول این هفت شبانه‌روز، مردم مختلفی به دیدن رکاب‌زدن او می‌آیند و فروشندگان دوره‌گرد آنجا کاسبی می‌کنند. رکاب زدن او در محلی نزدیک به یک دفتر کنسولگری، باعث تفسیرهای سیاسی هم می‌شود و افرادی سعی دارند با شیوه‌های مختلف او را از دوچرخه پایین بیندازند.

## جوایز
- برنده سیمرغ بلورین بهترین کارگردانی از هفتمین جشنواره فیلم فجر ۱۳۶۷
- برنده سیمرغ بلورین بهترین فیلم‌نامه از هفتمین جشنواره فیلم فجر ۱۳۶۷
- برنده سیمرغ بلورین بهترین طراحی صحنه و لباس از هفتمین جشنواره فیلم فجر ۱۳۶۷
- برنده سیمرغ بلورین بهترین موسیقی متن از هفتمین جشنواره فیلم فجر ۱۳۶۷
- جایزه بهترین فیلم جشنواره ریمینی ۱۹۸۹
- جایزه بهترین فیلم جشنواره بین‌المللی فیلم هاوایی ۱۹۹۱
- جایزه ویژه هیئت داوران جشنواره بین‌المللی فیلم موناکو ۱۹۹۱